# Christoph Schweigert

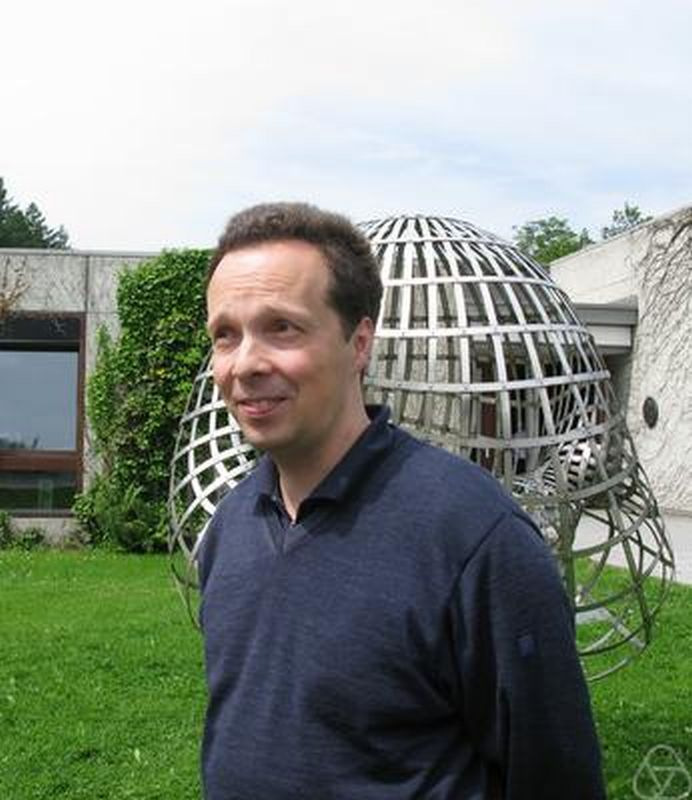
Christoph Schweigert, Oberwolfach 2010

Christoph Schweigert (* 7. Oktober 1966 in Heidelberg) ist ein deutscher Mathematiker und Physiker.

## Leben
Schweigert war 1987 Bundessieger im Bundeswettbewerb Mathematik. Er studierte ab 1987 Physik und Mathematik an der Ruprecht-Karls-Universität Heidelberg, wo er 1992 sein Diplom in theoretischer Physik machte. Danach war er am niederländischen Forschungsinstitut NIKHEF in Amsterdam, wo er 1995 bei Robbert Dijkgraaf (und Jürgen Fuchs) promoviert wurde (Galois and simple current symmetries in conformal field theory). 1995/96 war er als Post-Doc am IHES, 1997/98 in der Theorieabteilung des CERN, 1999 als Oberassistent an der ETH Zürich und 1999 bis 2002 Maitre de Conferences an der Universität Paris VI, wo er sich 2000 habilitierte. 2002 war er Professor an der RWTH Aachen und seit 2003 ist er Professor für Mathematik an der Universität Hamburg (Bereich Algebra und Zahlentheorie und Zentrum für Mathematische Physik).
Schweigert befasst sich mit mathematischer Physik (im Umfeld von Stringtheorie, konformer Feldtheorie), unendlich dimensionalen Lie-Algebren, Vertexalgebren und Darstellungstheorie, Gerben.
Schweigert war Stipendiat der Studienstiftung des Deutschen Volkes. 2006 erhielt er den Gay-Lussac-Humboldt-Preis. 2008 war er Invited Speaker auf dem Europäischen Mathematikerkongress (Bundle Gerbes and Surface Homology) und 2006 war er Invited Speaker auf dem Internationalen Mathematikerkongress in Madrid (Categorification and correlation functions in conformal field theory, mit Jürgen Fuchs, Ingo Runkel).
Er ist unter anderem Mitherausgeber des Journal of Mathematical Physics (seit 2006), von Letters in Mathematical Physics (seit 2009) und von Communications in Mathematical Physics (seit 2017). Er war Sprecher des Graduiertenkollegs „Mathematics inspired by string theory and quantum field theory“ an der Universität Hamburg (von 2015 bis zu dessen Ende 2020).

## Schriften
- mit Jürgen Fuchs: Symmetries, Lie algebras and representations, Cambridge University Press 1997.
- mit Jürg Fröhlich, Jürgen Fuchs und Ingo Runkel: Correspondences of ribbon categories. Adv. Math. 199 (2006), no. 1, 192–329.
- mit Jürgen Fuchs und Ingo Runkel: Categorification and correlation functions in conformal field theory. International Congress of Mathematicians. Vol. III, 443–458, Eur. Math. Soc., Zürich, 2006.
- mit Jürgen Fuchs, Thomas Nikolaus und Konrad Waldorf: Bundle gerbes and surface holonomy. European Congress of Mathematics, 167–195, Eur. Math. Soc., Zürich, 2010.